# La vera spaventosa casa dei Loud
A Really Haunted Loud House è un film televisivo del 2023, diretto da Jonathan Judge.
Si tratta dello special di Halloween della serie televisiva live-action La vera casa dei Loud, basata a sua volta sulla serie animata A casa dei Loud.

## Produzione
La realizzazione del film è stata annunciata il 4 aprile 2023. La produzione del film si è conclusa l'11 aprile 2023.

## Distribuzione
Inizialmente era previsto che il film fosse trasmesso da Nickelodeon il 6 ottobre 2023, ma la data è stata poi anticipata al 28 settembre 2023.